# Dede (film, 2017)
Pour les articles homonymes, voir Dédé.
Pour plus de détails, voir Fiche technique et Distribution.
Dede (en géorgien : დედე) est un film dramatique géorgien de 2017 réalisé par Mariam Khatchvani.   
Le film a connu sa première internationale au Festival international du film de Karlovy Vary où il est présenté dans la section East Of West et où il remporte le prix de la mention spéciale. 
Le film est une coproduction internationale entre la Géorgie, la Croatie, le Royaume-Uni, l'Irlande, les Pays-Bas et le Qatar.

## Synopsis
En 1992, Gegi (George Babluani) et David (Nukri Khatchvani) reviennent du front et retournent au pied des montagnes du Grand Caucase dans la petite localité d'Ouchgouli dans la région reculée de Svanétie, qui a son propre dialecte et ses coutumes obscures.
David, dont Gegi a sauvé la vie pendant le conflit, est sur le point d'épouser sa fiancée, Dina (Natia Vibliani), l'amante de Gegi et la future mariée de David se révèlent être la même personne. Le grand-père de Dina, résolument traditionaliste, n'entendra pas parler de la rupture des fiançailles, car cela déshonorerait la famille et le sang coulerait.
Le sang est dûment versé, mais pas de la manière attendue. David se suicide et après qu'un tribunal de fortune a innocenté Gegi de tout délit à cet égard, il épouse Dina et la ramène chez elle dans son village, où ils ont un enfant. Mais il y a une inévitabilité karmique dans le fait qu'un mariage commencé sous une étoile aussi mauvaise ne peut pas durer éternellement, et cinq ans plus tard, Gegi est tué. Dina, affligée par le chagrin, est à nouveau disponible. Son ami d'enfance, Girshel, l'a toujours aimée et le prouve en exigeant que son beau-père abandonne sa « créance » sur elle, l'épousant contre son gré et la séparant de son petit-fils bien-aimé. Comme le dit le vieil adage : si vous ne pouvez pas être avec celui que vous aimez (parce qu'il est mort dans une vendetta), aimez celui que vous avez été forcé d'épouser sous la menace de la violence.

## Fiche technique
- Titre français : Dede
- Réalisation : Mariam Khatchvani
- Scénario : Vladimer Katcharava, Mariam Khatchvani et Irakli Solomonashvili
- Photographie : Konstantin Mindia Esadze
- Pays d'origine : Géorgie
- Format : Couleurs - 35 mm
- Genre : drame
- Durée : 97 minutes
- Dates de sortie :
  - Tchéquie : 2 juillet 2017 (Festival international du film de Karlovy Vary 2017)
  - Géorgie : 22 février 2018

## Distribution
- George Babluani : Gegi
- Girshel Chelidze :
- Mose Khachvani :
- Nukri Khachvani : David
- Natia Vibliani : Dina

## Distinctions

### Récompenses
- Festival international du film de Karlovy Vary 2017 : prix spécial du jury de la section East Of West[3]
- Festival du cinéma méditerranéen de Montpellier 2017 : prix du public[4]
- Festival international du film de Pékin 2018 : meilleur réalisateur et meilleure photographie
- Festival international du film d'Erevan 2018 : prix FIPRESCI

### Sélection
- Arras Film Festival 2017 : section Visions de l'Est